# Rue du Port (Loctudy)
La rue du Port est une voie de la commune française de Loctudy.
La rue du Port était l’axe essentiel permettant d’accéder au grand port de commerce qu’était Loctudy.

## Dans la littérature
Liste non-exhaustive des apparitions de la rue du Port dans la littérature :
- Jean-Pierre Le Marc, Double vie à Loctudy, t. 3 : Une enquête de Sarah Christmas, Quimper, Éditions Alain Bargain, 2019 (1re éd. 2003) (ISBN 9782355506277, EAN 9782355506277).